# 新市里 (金門縣)
新市里是中華民國金門縣金湖鎮的一個里。人口2965人，戶數986戶，分為29鄰。

## 歷史
1954年九三砲戰後，金門的部分行政中心和駐地開始遷往太武山東側，選擇新市一帶作為金湖地區的駐軍中心，並在此建設新市鎮，取名新市，1958年7月1日新市里成立，原僅轄新市一聚落，後將武德新莊劃入，八二三砲戰後大量居民避入金湖，使新市里逐漸繁榮，1959年5月金湖鎮公所遷駐新市里，新市里規劃有三條道路和288棟房屋，1960年以後逐漸成為金門東部最繁榮的市鎮。